# Lloyd Burns
Pour les articles homonymes, voir Burns.
Pas d'image ? Cliquez ici

a Compétitions nationales et continentales officielles uniquement.

b Matchs officiels uniquement.
Dernière mise à jour le 11 juillet 2023.
Lloyd Burns, né le 9 décembre 1984 à Panteg, est un joueur international gallois de rugby à XV qui évolue au poste de talonneur. Il joue avec les Newport Gwent Dragons de 2008 à 2012 lorsqu'il annonce sa retraite prématurée en raison d'une blessure au cou.

## Biographie
Lloyd Burns débute avec le club de Pontypool RFC avant de rejoindre le Cross Keys RFC en 2007. 
Sélectionnable pour jouer avec les Dragons, il est appelé pour la première fois en 2008 pour disputer un match de la coupe anglo-galloise,. Il ne joue pas d'autre rencontre avec la franchise galloise cette saison-là, qu'il termine avec Cross Keys. L'année suivante n'est pas bien différente puisqu'il ne dispute que trois rencontres avec les Dragons, effectuant la majeure partie de la saison avec Cross Keys. C'est lors de la saison 2010-2011 qu'il devient titulaire avec les Dragons. 
Sa bonne saison est récompensée par une première sélection en équipe nationale le 4 juin 2011 à l'occasion d'un test match contre les Barbarians. Le 22 août, il est retenu par Warren Gatland dans la liste des trente joueurs gallois qui disputent la Coupe du monde 2011. Il joue trois matchs de poule contre les Samoa, la Namibie et les Fidji marquant un essai contre ces derniers. Il dispute également la petite finale contre l'Australie. 
Début janvier 2012, il est victime d'une blessure au cou qui lui impose un arrêt minimum de trois mois. Des examens médicaux révèlent que son aorte a été sérieusement endommagée et qu'il pourrait nécessiter une chirurgie du cœur. Il met donc prématurément un terme à sa carrière sportive le 11 avril 2012.

## Palmarès
- Quatrième place à la Coupe du monde de rugby à XV 2011

## Statistiques en équipe nationale
- 7 sélections
- 5 points (1 essai)
- sélections par année : 7 en 2011
- En Coupe du monde :
  - 2011 : 4 sélections (Samoa, Namibie, Fidji, Australie)